# Armand Penverne
Armand Penverne (Pont-Scorff, 26 november 1926 – Marseille, 27 februari 2012) was een Frans voetballer en -coach. Penverne speelde het grootste deel van zijn carrière voor Stade de Reims. Met deze club won hij in totaal vier Franse landstitels en tweemaal de Coupe de France. Tevens behaalde hij 39 selecties voor het Frans voetbalelftal. Tijdens deze 39 wedstrijden scoorde hij twee doelpunten. Na zijn professionele carrière ging hij van juli tot en met december 1962 aan de slag als trainer van Olympique Marseille. In 1964 verdween hij voorgoed uit het voetbal.
Penverne overleed op 85-jarige leeftijd.

## Erelijst
Stade de Reims
- Frans landskampioenschap

1949, 1953, 1955, 1958
- Coupe de France

1950, 1958